# Micromaquinaria
Las micromáquinas son objetos mecánicos que se fabrican en la misma forma que los circuitos integrados. Generalmente se considera que entre 1 nanómetro a 1 micrómetro de tamaño, aunque esto es discutible. Las solicitudes de micromáquinas incluyen acelerómetros que detectan cuando un coche ha golpeado un objeto y activar un airbag. Complejos sistemas de engranajes y palancas son otra aplicación. 
La fabricación de estos dispositivos se realiza normalmente por uno o simultáneamente dos técnicas: el micromaquinado superficial y el micromaquinado en bloque.
La mayoría de las micromáquinas actúan como transductores, en otras palabras, que son o bien sensores o actuadores. 

## Sensores
Los sensores convierten la información del medio ambiente en señales eléctricas interpretables. Un ejemplo de una micromáquina es un sensor es un sensor químico resonante. Un objeto mecánico ligeramente amortiguado vibra mucho más en una frecuencia que en cualquier otra, y esta frecuencia se llama su frecuencia de resonancia. Un sensor químico está recubierto con un polímero especial que atrae a ciertas moléculas, como el ántrax, y cuando esas moléculas se pegan al sensor, su masa aumenta. El aumento de masa altera la frecuencia de resonancia del objeto mecánico, lo que es detectado con circuitos. 

## Actuadores
Los actuadores convierten señales eléctricas y energía en algún tipo de movimiento. Los tres tipos más comunes de actuadores son electrostáticos, térmicos y magnéticos. Los actuadores electrostáticos usan la fuerza de la energía electrostática para mover objetos. Dos elementos mecánicos, uno que se encuentra estacionario (el estator) y uno que se mueve (el rotor) poseen dos voltajes diferentes aplicados a los mismos, lo cual crea un campo eléctrico. El campo compite con una fuerza reestablecedora en el rotor (por lo general, una fuerza de resorte producida por la flexión o estiramiento del rotor) para mover el rotor. Cuanto mayor es el campo eléctrico, más lejos se moverá el rotor. 
Los actuadores térmicos hacen uso de la fuerza de expansión térmica para mover objetos. Cuando un material se calienta se expande, y su cuantía es en función de las propiedades del material. Dos objetos se pueden conectar de tal manera que un objeto se calienta más que los otros y se expande más, y ese desequilibrio crea movimiento. La dirección del movimiento depende de la relación entre los objetos. Esto se ve en un "actuador de calor", que es una viga en forma de U con un brazo amplio y un brazo angosto. Cuando una corriente pasa a través del objeto, se crea calor. El brazo estrecho se calienta más que el brazo amplio debido al hecho de que poseen la misma densidad de corriente. Dado que las dos ramas se conectan en la parte superior, el brazo caliente se extiende y empuja en la dirección del brazo frío. 
Los actuadores magnéticos utilizan capas magnéticas fabricadas para crear fuerzas.
- Datos: Q6013338